# Powhatan Ellis

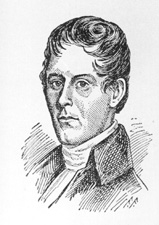
Powhatan Ellis

Powhatan Ellis (* 17. Januar 1790 im Amherst County, Virginia; † 18. März 1863 in Richmond, Virginia) war ein US-amerikanischer Politiker. In den Jahren 1825 und 1826 sowie zwischen 1827 und 1832 vertrat er den Bundesstaat Mississippi im US-Senat.

## Werdegang
Powhatan Ellis wurde auf dem Anwesen Red Hill in Virginia geboren. Im Jahr 1809 absolvierte er die Washington Academy, die heutige Washington and Lee University in Lexington. Danach war er bis 1810 am Dickinson College in Carlisle in Pennsylvania eingeschrieben. Nach einem anschließenden Jurastudium am College of William & Mary   und seiner im Jahr 1814 erfolgten Zulassung als Rechtsanwalt begann er in Lynchburg in seinem neuen Beruf zu arbeiten. Im Jahr 1816 zog er nach Natchez in Mississippi, wo er weiterhin als Rechtsanwalt praktizierte. Zwischen 1823 und 1825 war er Richter am Supreme Court des Staates Mississippi. Politisch war er Mitglied der Demokratisch-Republikanischen Partei. Im Jahr 1829 trat er der von Präsident Andrew Jackson gegründeten Demokratischen Partei bei. 
Nach dem Rücktritt von US-Senator David Holmes wurde Ellis zu dessen kommissarischen Nachfolger in den US-Kongress berufen. Dieses Amt bekleidete er zwischen dem 28. September 1825 und dem 28. Januar 1826. An diesem Tag trat der bei einer Nachwahl gewählte Thomas Buck Reed sein Mandat an. Bei der nächsten regulären Wahl für die Class-1-Kategorie Senatoren, zu denen dieser Sitz gehörte, unterlag Reed gegen Ellis, der damit am 4. März 1827 in den Senat zurückkehrte. Dort verblieb er bis zu seinem Rücktritt am 16. Juli 1832. Dieser Schritt erfolgte nach seiner Ernennung zum Bundesrichter für den Bereich des Staates Mississippi. Dieses Amt bekleidete er zwischen 1832 und 1836. Zwischen Januar und Dezember 1836 sowie von 1839 bis 1842 war er amerikanischer Gesandter in Mexiko.  Danach praktizierte er wieder als Rechtsanwalt in Natchez. Später zog er nach Richmond in Virginia, wo er am 18. März 1863 verstarb.